# GDM Music
La GDM Music è una casa discografica italiana fondata a Roma nel 1970 dal musicista e produttore Gianni Dell'Orso.

## Storia
Dal 1994 è specializzata prevalentemente nella pubblicazione di colonne sonore.
La maggior parte del catalogo discografico della GDM Music è composto da CD di colonne sonore degli anni sessanta e settanta di Ennio Morricone, Nino Rota, Luis Bacalov, Piero Piccioni, Armando Trovajoli, Carlo Rustichelli e altri celebri compositori italiani.
Il catalogo discografico comprende inoltre numerose antologie e compilation sempre dedicate alla musica per il cinema.